# Maria Chiappelli
Maria Chiappelli, nata von Zdekauer (Macerata, 1902 – Lido di Camaiore, 1961), è stata una scrittrice e traduttrice italiana.

## Biografia
Nata a Macerata nel 1902, figlia di Ludovico Zdekauer, uno studioso nato a Praga, naturalizzato italiano e docente di storia del diritto romano all'Università di Macerata, Maria Zdekauer nel 1920 sposa l'incisore e pittore toscano Francesco Chiappelli e si trasferisce a Firenze.
Nelle sue opere studia e rappresenta i sentimenti più profondi dell'animo umano, come l'amore materno. Nel 1930 pubblica sul periodico Comoedia, la commedia in tre atti Giri d'acqua. La sua opera più significativa è la raccolta di racconti autobiografici L'oca minore, pubblicata nel 1940 da Bompiani.
Ha tradotto alcune opere del francese Antoine de Saint-Exupéry.
Nel 1960 con Lettera incompiuta vince, ex aequo con Giuseppe D'Agata ed Elsa De Giorgi, il Premio Viareggio nella sezione "Trattato sull'armistizio dell'8 settembre 1943" .
Muore a Lido di Camaiore, a cinquantanove anni, nel 1961.

## Opere
- Giri d'acqua. Commedia in tre atti, in Comoedia: fascicolo periodico di commedie e di vita teatrale, anno 12, num. 6, 1930.
- La stella caduta, Firenze, R. Bemporad, 1937.
- Il ricamo, in Meridiano di Roma: l'Italia letteraria, artistica, scientifica, anno 11, num. 38, 1937.
- L'oca minore, Milano, Bompiani, 1940. Nuova ed. Firenze. Giunti, 1996. ISBN 88-09-20820-X.
- Un misterioso racconto, Milano, Bompiani, 1964.